# 몬테네그로 여자 축구 국가대표팀
몬테네그로 여자 축구 국가대표팀(세르보크로아트어: Женска фудбалска репрезентација Црне Горе)은 몬테네그로를 대표하는 여자 축구 대표팀으로 몬테네그로 축구 협회에서 관리한다. 유럽 여자 축구 변방으로 알려져 있는 팀으로 2012년 3월 13일 보스니아 헤르체고비나와의 국제 경기 데뷔전에서 2-3으로 석패했다.

## 국제 대회 경력

### FIFA 여자 월드컵
2015년 FIFA 여자 월드컵 유럽 지역 예선을 시작으로 3회 연속 여자 월드컵 유럽 지역 예선에 출전하여 이 중 2023년 FIFA 여자 월드컵 유럽 지역 예선에서 3승 5패·E조 3위를 기록하며 몬테네그로 여자 축구 역사상 월드컵 유럽 지역 예선 최고 성적을 거두었다.

### UEFA 유럽 여자 축구 선수권 대회
UEFA 여자 유로 2025 예선 리그 C 3조에서 3승 1무 2패·조 2위로 사상 첫 유로 대회 예선 플레이오프에 진출했고 비록 플레이오프 1라운드에서 핀란드에 1·2차전 합계 0-6으로 대패했지만 몬테네그로 여자 축구 역사상 유로 대회 예선 역대 최고 성적을 달성했다.

## 성적

### FIFA 여자 월드컵
- 1991년 ~ 2011년: 불참
- 2015년: 예선 탈락
- 2019년: 예선 탈락

### 올림픽 축구
- 1996년 ~ 2012년: 불참

### UEFA 유럽 여자 축구 선수권 대회
- 1984년: 불참
- 1987년: 불참
- 1989년: 불참
- 1991년: 불참
- 1993년: 불참
- 1995년: 불참
- 1997년: 불참
- 2001년: 불참
- 2005년: 불참
- 2009년: 불참
- 2013년: 불참

## 같이 보기
- 몬테네그로 축구 국가대표팀